# 遠藤新菜
遠藤 新菜（えんどう にいな、1994年10月3日 - ）は、日本のファッションモデル、女優である。東京都出身。ボックスコーポレーションに所属していた。

## 略歴
1994年、東京都に生まれる。父親はイギリス人とアイルランド人のハーフで、母親は日本人（1988年のフジテレビ系ドラマ『ときめきざかり』の主題歌「TOY BOY」を歌ったKAYOCO）。
2014年、第45回『non-no』モデル・オーディションにて準グランプリを受賞する。同年、西原孝至監督の『Starting Over』に出演する。2014年から4年間、雑誌『non-no』の専属モデルも務めた。
2015年、平林克理監督の『やるっきゃ騎士』に出演。
2016年に公開された『無伴奏』では、斎藤工を相手に大胆な濡れ場を演じ、ヌードも披露した
2019年10月、ボックスコーポレーションを退所。

## 出演

### 映画
- 海にしずめる（2013年）主演　田崎恵美監督
- FLARE フレア（2014年） - サカグチカナ 役[13]
- Starting Over（2014年）
- やるっきゃ騎士（2015年）- 美崎静香 役
- 白魔女学園 オワリトハジマリ（2015年）- 麻生聖子 役
- 無伴奏（2016年） - 高宮エマ 役[14]
- 大和（カリフォルニア） (2016年) - レイ・ゴールドマン 役
- 東京不熱（Tokyo Is Not Hot） (2016年) 主演
- 谷崎潤一郎原案 / TANIZAKI TRIBUTE『悪魔』（2018年2月24日、TBSサービス） - あゆみ 役[15]
- ママレード・ボーイ（2018年4月27日） - 鈴木亜梨実役
- シスターフッド（2019年3月1日）

### オリジナルビデオ
- デス・トラップ 死神の法則（2013年）
- コワバナ クイーンズコレクション(2013年)

### テレビドラマ
- ほっとけない魔女たち  (2014年)
- 問題のあるレストラン（2015年、第5話)
- 受験のシンデレラ（2016年）- 松本聖菜 役
- 連続テレビ小説 ひよっこ（2017年6月7日、第57回）

### バラエティ
- 痛快TVスカッとジャパン
  - 「スカッとばあちゃん」（2016年5月23日）
  - 「『友情スカッと』マイ・ベスト・フレンド」（2016年8月8日）

### 舞台
- DETARAMU。Evolution この世界に降る雪（2012年）
- 第一次家庭内大戦 手打ちの仕方（2013年）

### CM
- TOYOTA「エスティマハイブリッド ドリームリレームービー」緑の魔女 (2013年)
- ウテナ「ゆず油」（2014年）
- コナミ「ワールドサッカーコレクションS」（2015年）
- ウテナ「マトメージュ」(2015年)
- 江ノ島電鉄「江ノ電で、会いにゆく。」(2017年)

### ミュージック・ビデオ
- 鈴木羊 「サテライト」(2010年)
- 加藤ミリヤ「Lonely Hearts」（2013年）
- Guypears 「TASTE」(2014年)
- RAU DEF  「STARZ (feat. PUNPEE)」 (2017年)

### 雑誌
- Soup. (2013年)
- LARME  (2013年 - )
- non-no（2014年 - ）
- MAQUIA (2015年)